# Wilhelm Christoph Jakob August von Haas
Wilhelm Christoph Jakob August von Haas (* 8. Oktober 1785 in Magdeburg; † 25. März 1855 in Erfurt) war ein preußischer Generalmajor.

## Leben

### Herkunft
Seine Eltern waren Wilhelm Jakob von Haas und dessen Ehefrau Elisabeth Hermine Sophie Auguste, geborene von Platen. Sein Vater war Major  a. D. und zuletzt im Infanterieregiment Nr. 20.

### Militärkarriere
Haas trat am 3. Mai 1800 als Gefreitenkorporal in das Infanterieregiment „von Schladen“ der Preußischen ein und avancierte bis Anfang Juni 1806 zum Sekondeleutnant. Am 1. November 1806 kam er in das 3. Neumärkische Reserve-Bataillon und nahm während des Vierten Koalitionskrieges an der Verteidigung von Danzig teil.
Nach dem Frieden von Tilsit schied Haas Ende April 1808 aus der Preußischen Armee aus, trat in westphälische Dienste und erhielt am 7. Mai 1808 mit Patent vom 8. April 1808 die Beförderung zum Premierleutnant. Am 2. Juli 1808 kam in das 1. Linie-Regiment und nahm 1809 am Feldzug gegen Österreich teil. Am 24. Oktober 1809 wurde Haas zum Kapitän befördert. Als solcher nahm er 1812 am Russlandfeldzug teil. Nach dem Zusammenbruch des Königreichs Westphalen trat Haas wieder in preußische Dienste und wurde Ende Dezember 1813 als Kapitän im 5. Westfälischen Landwehr-Regiment abgestellt. Während der Befreiungskriege kämpfte er bei der Belagerungen von Maubeuge, Philippeville und Rocoy sowie in den Schlachten bei Ligny und Waterloo. Bei Ligny erwarb er das Eiserne Kreuz II. Klasse und den Orden des Heiligen Wladimir II. Klasse.
Nach dem Krieg wurde Haas am 9. Januar 1816 in das 32. Infanterie-Regiment und stieg bis Ende März 1839 zum Oberstleutnant auf. Am 22. März 1843 erhielt er die Beförderung zum Oberst und wurde zeitgleich als zweiter Kommandant in die Festung Torgau versetzt. In dieser Stellung wurde Haas am 23. September 1844 mit dem Roten Adlerorden III. Klasse mit Schleife ausgezeichnet. Unter Verleihung des Charakters als Generalmajor nahm Haas am 30. März 1848 seinen Abschied mit Pension. Er starb am 25. März 1855 in Erfurt.

### Familie
Haas heiratete am 1. März 1816 in Wesel die Stiftsdame in Gesecke Sophie von Aachen (1784–1858), die Tochter des münsteraner Hauptmanns Clemens August von Aachen.
Das Paar hatte drei Söhne und eine Tochter.